# Интриганки
«Интриганки» (фр. Les Intrigantes) — французский криминальный кинофильм-драма режиссёра Анри Декуэна с Луи де Фюнесом в роли Марканжа.

## Сюжет
В театре происходит несчастный случай, который вполне может оказаться преднамеренным убийством. Главным подозреваемым является директор театра Поль Реми Реймон Руло, который предположительно столкнул своего партнёра с верхотуры. Жена директора Мона (Жанна Моро) во время следствия прячет мужа в психиатрической клинике…

## В ролях
- Реймон Руло — Поль Реми, директор театра
- Жанна Моро — Мона Реми
- Раймон Пеллегрен — Андреас
- Луи де Фюнес — Марканж
- Робер Ирш — Микаэль Пакевич, режиссёр
- Эчика Шуро — Мари, машинистка